# Gardelegen
Gardelegen (phát âm tiếng Đức: [ˈɡaʁdəleːɡən]) là một đô thị thuộc huyện Altmarkkreis Salzwedel, bang Saxony-Anhalt, Đức.

## Thành phố kết nghĩa
- Waltrop, Northrhine-Westphalia, Đức
- Gifhorn, Lower-Saxony, Đức
- Darlowo, Ba Lan
- Dumfries, Vương quốc Anh